# Aulacorthum palustre
Aulacorthum palustre är en insektsart som beskrevs av Hille Ris Lambers 1947. Aulacorthum palustre ingår i släktet Aulacorthum och familjen långrörsbladlöss. Inga underarter finns listade i Catalogue of Life.